# El Plomo
El Plomo är en ort i Mexiko.   Den ligger i kommunen Aldama och delstaten Tamaulipas, i den centrala delen av landet, 400 km norr om huvudstaden Mexico City. El Plomo ligger 555 meter över havet och antalet invånare är 118.
Terrängen runt El Plomo är kuperad. Runt El Plomo är det mycket glesbefolkat, med 7 invånare per kvadratkilometer. Närmaste större samhälle är El Carrizo de Opichán, 14,9 km söder om El Plomo. I omgivningarna runt El Plomo växer huvudsakligen savannskog.